# Wybory prezydenckie na Węgrzech w 2010 roku
Wybory prezydenckie na Węgrzech w 2010 roku – przeprowadzone zostały 29 czerwca 2010. Parlament Węgier większością ponad 2/3 głosów wybrał na ten urząd Pála Schmitta, deputowanego Fideszu i dotychczasowego przewodniczącego parlamentu. 

## Organizacja wyborów i kandydaci
Prezydent Węgier wybierany jest na 5-letnią kadencję przez Zgromadzenie Narodowe większością co najmniej 2/3 głosów wszystkich jego członków. Jeśli w dwóch pierwszych turach głosowania parlament nie dokona wyboru, w trzeciej turze do wyboru wymagana jest już zwykła większość głosów. Wybór nowej głowy państwa musi nastąpić co najmniej na 30 dni przed upływem kadencji urzędującego prezydenta. Kadencja prezydenta László Sólyoma upływa 5 sierpnia 2010. 
7 czerwca 2010 rządzący Fidesz zaproponował przeprowadzenie głosowania w sprawie wyboru prezydenta 29 czerwca 2010. 9 czerwca 2010 przewodniczący parlamentu Pál Schmitt wyznaczył 29 czerwca 2010 jako datę wyboru prezydenta. Czas na zgłaszanie kandydatów mijał o północy 25 czerwca. Zgłoszenie kandydata wymagało złożenia pisemnego poparcia co najmniej 50 deputowanych. Po wyborach parlamentarnych z kwietnia 2010 liczbą taką dysponowały tylko dwa ugrupowania: rządzący Fidesz oraz Węgierska Partia Socjalistyczna (MSZP), będąca najliczniejszą partią opozycji. 
W czasie kongresu 6 czerwca 2010 MSZP swoim kandydatem do urzędu prezydenta mianowała Andrása Balogha, wykładowcę akademickiego, członka Węgierskiej Akademii Nauk i ambasadora w Tajlandii. 23 czerwca 2010 premier Węgier i lider Fideszu Viktor Orbán ogłosił Pála Schmitta, przewodniczącego parlamentu, kandydatem swojej partii w wyborach. 25 czerwca 2010 Schmitt i Balogh zostali oficjalnie nominowani przez dwa ugrupowania jako kandydaci w wyborach. 

## Wyniki wyborów
Prezydentem Węgier już w I turze głosowania, zgodnie z oczekiwaniami, został wybrany Pál Schmitt. Otrzymał 263 na 322 ważnych głosów. Poparli go wszyscy deputowani Fideszu, który posiadał w parlamencie wymaganą do wyboru większość głosów. András Balogh uzyskał 59 głosów, od wszystkich deputowanych MSZP. Do wyboru wymagana była większość co najmniej 2/3 wszystkich głosów, tj. 258 głosów. 6 sierpnia 2010 Pál Schmitt zastąpił László Sólyoma na stanowisku szefa państwa.